# Argo (grup de música)
Argo és el nom d'un grup de música grec que va representar Grècia al Festival d'Eurovisió de 2016 a Estocolm, Suècia, amb la cançó "Utopian Land" (Terra Utòpica, en català), cantada en anglès i en un dialecte grec. Abans de dir-se Argo el grup de música es feia dir Europond, però van canviar el seu nom per participar en el certamen europeu de la cançó. El grup consta de 6 membres: Christina Lachana (Χριστίνα Λαχανά) (vocalista), Maria Venetikidou (Μαρία Βενετικίδου) (corista), Vladimiros Sofianidis (Βλαδίμηρος Σοφιανίδης) (vocalista), Kostas Topouzis (Κώστας Τοπούζης) (lira pòntica), Ilias Kesidis (Ηλίας Κεσίδης) (corista, percussió) i Alekos Papadopoulos (Αλέκος Παπαδόπουλος) (davul). Durant el Festival, un dels membres, Ilias Kesidis, va ser substituït en l'actuació per un ballarí, per tal d'avenir-se a les normes del concurs que no permeten més de 6 persones a l'escenari, ja que la delegació en preveia un de més.